# Motlhabaneng
Motlhabaneng è un villaggio del Botswana situato nel distretto Centrale, sottodistretto di Bobonong. Il villaggio, secondo il censimento del 2011, conta 1.456 abitanti.

## Località
Nel territorio del villaggio sono presenti le seguenti 3 località:
- Mabate Vetirinary Camp,
- Matshekge di 53 abitanti,
- Motlhabaneng Lands